# 穆拉武卡德
穆拉武卡德（Mulavukad），是印度喀拉拉邦Ernakulam县的一个城镇。总人口22845（2001年）。

## 人口
该地2001年总人口22845人，其中男性11150人，女性11695人；0—6岁人口2452人，其中男1246人，女1206人；识字率85.51%，其中男性为86.79%，女性为84.29%。